# Michael Schulz (Pflegewissenschaftler)
Michael Patrick Schulz (* 1969 in Caen/Frankreich) ist ein deutscher Pflegewissenschaftler und Inhaber des Lehrstuhls für psychiatrische Pflege an der Fachhochschule der Diakonie in Bielefeld.

## Werdegang
Nach einer Ausbildung zum Krankenpfleger nahm Michael Schulz von 1995 bis 1999 ein Studium zum Diplompflegewirt an der Fachhochschule Fulda auf. Von 1999 bis 2001 wurde er am Institut für Gesundheits- und Pflegewissenschaft der Martin-Luther-Universität Halle-Wittenberg als Promotionsstipendiat der Hans-Böckler-Stiftung zum Dr. rer. medic. promoviert. Das Thema lautete Ergebnisorientierte Evaluation ambulanter (Mobiler) Rehabilitation – ein Beitrag zur pflege- und rehabilitationswissenschaftlichen Methodenentwicklung und zur qualitätssichernden Entscheidung im Gesundheitswesen. Seit 2001 hat er die Stabsstelle Pflegeforschung in der Klinik für Psychiatrie und Psychotherapie in Bethel inne. Seit Februar 2011 ist Michael Schulz Studiengangsleiter für den Studiengang Psychiatrische Pflege / Psychische Gesundheit an der Fachhochschule der Diakonie. Parallel arbeitet Michael Schulz als Herausgeber der Fachzeitschrift „Psychiatrische Pflege heute“ und ist Mitorganisator der Dreiländerkongresse für psychiatrische Pflege.

## Ausgewählte Forschungsschwerpunkte
- Adherence und Partizipation im psychiatrischen Pflege- und Behandlungskontext
- Recovery-Modell
- Belastungserleben Pflegender
- Zukunftsfähigkeit des Berufsprofils psychiatrischer Pflege
- Aggression und Gewalt in der Psychiatrie

## Auszeichnungen
- 2010: BFLK Bundespreis 2010[4]
- 2009: Zweiter Preis des Berliner Gesundheitspreises 2008[5]
- 2009: BFLK Pflegepreis Nordrhein-Westfalen 2009 (zusammen mit Petra Krause)[6]
- 2003: Stipendiat der Robert Bosch Stiftung – „Internationales Hospitationsprogramm“ (am Institute of Psychiatry in London)